# Sarkajmy
Sarkajmy (deutsch Scharkeim) ist ein kleines Dorf in der polnischen Woiwodschaft Ermland-Masuren und gehört zur Gmina Korsze (Stadt- und Landgemeinde Korschen) im Powiat Kętrzyński (Kreis Rastenburg).

## Geographische Lage
Sarkajmy liegt am Westufer der Zaine (polnisch Sajna) in der nördlichen Mitte der Woiwodschaft Ermland-Masuren, 21 Kilometer nordwestlich der Kreisstadt Kętrzyn (deutsch Rastenburg).

## Geschichte
Das um 1414 Schawerkheim und bis 1945 Scharkein genannte kleine Dorf bestand im Wesentlichen lediglich aus ein paar kleinen Höfen. Im Jahre 1874 wurde es in den neu errichteten Amtsbezirk Glaubitten (polnisch Głowbity) eingegliedert, der zum Kreis Rastenburg im Regierungsbezirk Königsberg in der preußischen Provinz Ostpreußen gehörte. Am 1. Dezember 1910 zählte Scharkeim 33 Einwohner.
Am 30. September 1928 gab Scharkeim seine Eigenständigkeit auf und schloss sich mit den Gutsbezirken Hartels (polnisch Dzierżążnik), Kremitten (Krzemity) und Sprenglienen (nicht mehr existent) zur neuen Landgemeinde Kremitten zusammen.
In Kriegsfolge kam 1945 das gesamte südliche Ostpreußen und mit ihm Scharkeim zu Polen. Das Dorf erhielt die polnische Namensform „Sarkajmy“. Heute ist es ein Ort innerhalb der Stadt- und Landgemeinde Korsze (Korschen) im Powiat Kętrzyński (Kreis Rastenburg), bis 1998 der Woiwodschaft Olsztyn, seither der Woiwodschaft Ermland-Masuren zugehörig.

## Kirche
Bis 1945 war Scharkeim in die evangelische Kirche Langheim (polnisch Łankiejmy) in der Kirchenprovinz Ostpreußen der Kirche der Altpreußischen Union sowie in die katholische Pfarrei Korschen im Bistum Ermland eingegliedert.
Heute gehört Sarkajmy katholischerseits weiterhin zu Korsze im Erzbistum Ermland. Evangelischerseits orientieren sich die Einwohner zur Pfarrei Kętrzyn (Rastenburg) mit der Filialkirche Bartoszyce (Bartenstein) in der Diözese Masuren der Evangelisch-Augsburgischen Kirche in Polen.

## Verkehr
Sarkajmy liegt an einer Nebenstraße, die von der Woiwodschaftsstraße 592 bei Korsze abzweigt und über Dzierżążnik (Hartels) nach Dłużec Wielki (Groß Langwalde) führt.
Die nächste Bahnstation ist Łankiejmy (Langheim) an der Bahnstrecke Toruń–Korsze, die vor 2000 bis nach Tschernjachowsk (Insterburg) in der russischen Oblast Kaliningrad (Gebiet Königsberg (Preußen)) verlief.